# علم جمهورية إفريقيا الوسطى
علم جمهورية إفريقيا الوسطى (السانغاوية:bendêre tî Bêafrîka) أعتمد العلم في 1 كانون الأول - ديسمبر من سنة 1958 أيام الاستعمار الفرنسي للبلاد ويتكون العلم من خمسة الوان هي الأزرق، الأبيض، الأخضر، الأحمر والأصفر.

## معنى الوان العلم
- الأزرق: يرمز إلى السماء وإلى الحرية.
- الأحمر: يرمز لدماء شعب جمهورية إفريقيا الوسطى الذي سال من اجل نيل الاستقلال واستعدادهم الدائم للدفاع عن البلاد.
- الأبيض: يرمز للسلام وللكرامة وهناك تفسير آخر يقول انه يرمز إلى قطن تشاد.
- الأخضر: يرمز للأمل وللإيمان وهناك تفسير آخر يقول انه يرمز لغابات جمهورية الغابون.
- الأصفر: يرمز للتسامح.
- ★ النجمة الصفراء اللون والموجودة في الزاوية اليسرى العليا من العلم ترمز إلى التقدم.

## التاريخ
اعتمد علم جمهورية إفريقيا الوسطى من قبل الجمعية التشريعية في 1 ديسمبر 1958. وفي وقت اعتماده، صرح ريس الوزراء بارتيليمي بوغندا في الجمعية التشريعية الوطنية أن "تلك الألوان، ترمز إلى الأقاليم الأربعة التي تشكل إفريقيا الاستوائية الفرنسية. الشريط الأحمر الذي يتقاطع مع الألوان الأربعة هو رمز دمائنا. سنهب دمائنا من أجل إفريقيا ولحماية جمهورية إفريقيا الوسطى.
نظر الرئيس جان بيدل بوكاسا في استبدال العلم عام 1976 بعد اعتناقه الإسلام. كان الاقتراح هو تغيير العلم بالكامل من أجل إبراز الهلال والنجمة. ومع ذلك، لم يدم الاقتراح طويلاً، حيث أنشئ بوكاسا إمبراطورية إفريقيا الوسطى. وفي 4 ديسمبر من ذلك العام، استخدم العلم الإمبراطوري كعلم للبلاد. وكان يتكون من حقل أخضر فاتح، مع وجود نسر ذهبي اللون في المنتصف متراكب فوق شمس ذهبية مكونة من عشرين شعاع، النسر مستوحى من العلم الإمبراطوري لنابليون بونابرت.

## ألوان
|                                      | أزرق        | أبيض        | أخضر       | أصفر       | أحمر       |
| ------------------------------------ | ----------- | ----------- | ---------- | ---------- | ---------- |
| النموذج اللوني أحمر أخضر أزرق        | 0-48-130    | 255-255-255 | 40-151-40  | 255-206-0  | 210-16-52  |
| ألوان الويب                          | #003082     | #FFFFFF     | #289728    | #ffce00    | #d21034    |
| النموذج اللوني سيان ماجنتا أصفر أسود | 100-63-0-49 | 0-0-0-0     | 74-0-74-41 | 0-19-100-0 | 0-92-75-18 |
| بانتون                               | 287 C       | White       | 7739 C     | Yellow C   | 186 C      |

## أعلام تاريخية

علم أوبانغي شاري (1903-1960)
علم مقترح لجمهورية إفريقيا الوسطى
العلم الإمبراطوري لجان بيدل بوكاسا، استخدم كعلم إمبراطورية إفريقيا الوسطى من عام 1976 حتى عام 1979